# Middlesbrough

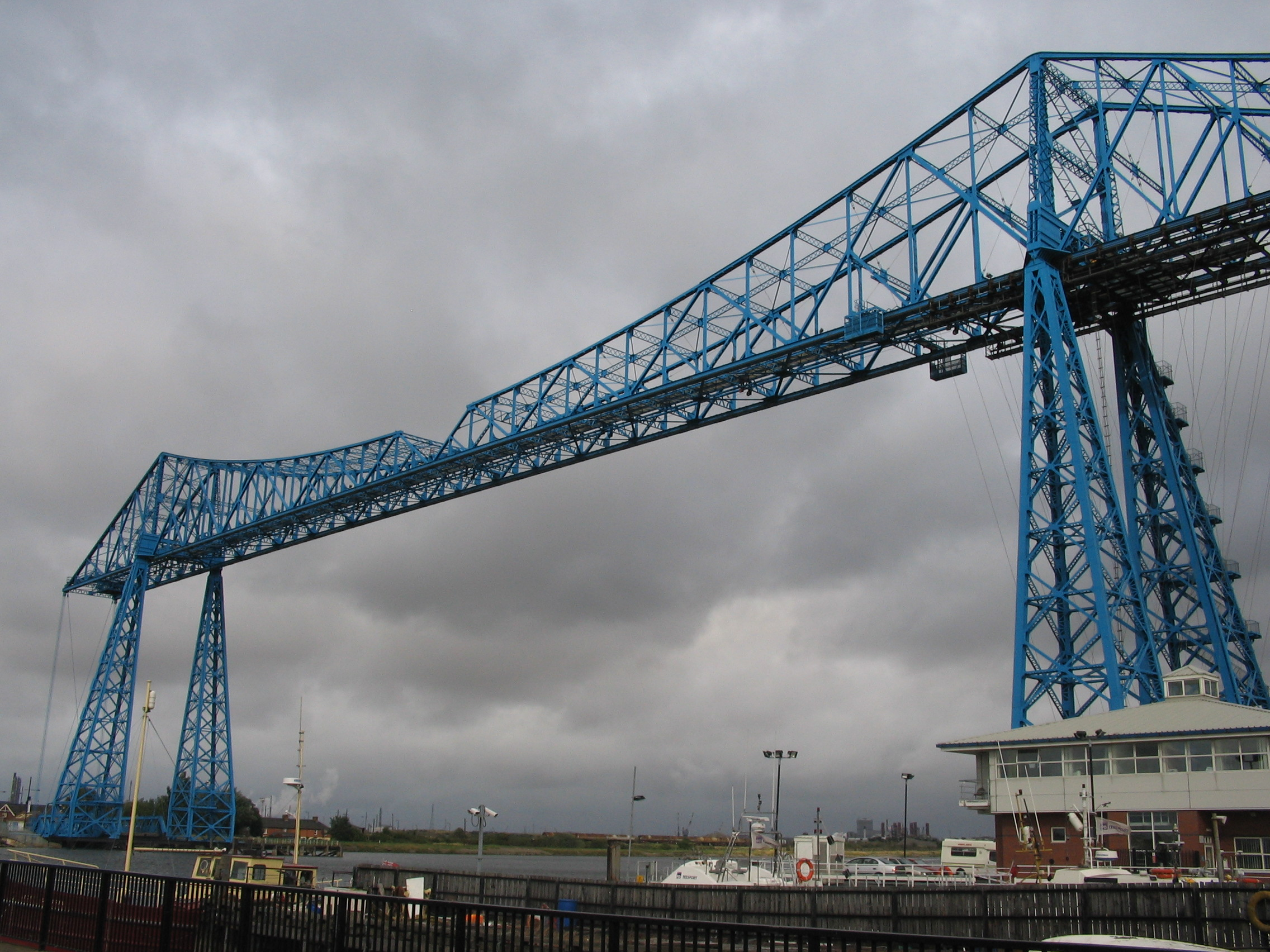
De Tees Transporter Bridge over de Tees te Middlesbrough

Middlesbrough is een stad en gelijknamige unitary authority in Noordoost-Engeland, gelegen langs de Noordzeekust aan de rivier de Tees. Er wonen ruim 140.000 mensen.
Middlesbrough werd een stad in 1830 als resultaat van de industriële uitbreiding van de ijzerproductie aldaar en de opkomst van de spoorwegen. Om de scheepvaart een onbelemmerde toegang te verschaffen tot de industrie langs de Tees werd begin 20e eeuw een zweefbrug gebouwd over de rivier. De Tees Transporter Bridge was tot augustus 2019 in gebruik. Het stadsbestuur heeft de intentie de brug te herstellen zodat het weer in gebruik kan worden genomen.
Middlesbrough heeft een groot winkelcentrum dat uit verscheidene kleinere centra is samengesteld. Het centrum van de stad heeft de laatste jaren een metamorfose ondergaan.
De stad heeft als een van de weinige Britse steden een direct-verkozen burgemeester.
Middlesbrough maakt gebruik van installaties waar camera's en luidsprekers gecombineerd worden om hun burgers te berispen wanneer zij overtredingen begaan, zoals het op de grond gooien van een peuk.

## Sport
Middlesbrough FC is de betaaldvoetbalclub van de stad en speelt haar wedstrijden in het Riverside Stadium. In 2004 won Middlesbrough FC de voetbalbeker van de League Cup.
Middlesbrough was speelstad bij het WK voetbal van 1966. De wedstrijden werden gespeeld in het Ayresome Park.

## Geboren
- James Cook (1728-1779), ontdekkingsreiziger
- Brian Clough (1935-2004), voetballer en manager
- Pete York (1942), rock-, jazz- en bluesdrummer (The Spencer Davis Group)
- Wendy Richard (1943-2009), actrice
- Bruce Thomas (1948), bassist (Elvis Costello)
- Paul Rodgers (1949), zanger (Free, Bad Company)
- Micky Moody (1950), zanger-gitarist (Juicy Lucy, Whitesnake)
- Chris Rea (1951), zanger-gitarist
- Elizabeth Carling (1967), actrice
- Glen Durrant (1970), darter
- Chris Newton (1973), wielrenner
- Chris Corner (1974), muzikant en tekstschrijver
- Colin Osborne (1975), darter
- Alistair Griffin (1977), singer-songwriter
- Chris Tomlinson (1981), verspringer
- Stewart Downing (1984), voetballer
- Matt Jarvis (1986), voetballer
- Faye Marsay (1986), actrice
- James Arthur (1988), zanger
- Dael Fry (1997), voetballer